# Kaltennordheimer Heiratsmarkt
Der Heiratsmarkt Kaltennordheim ist ein Volksfest in Südthüringen mit jährlich mehreren Zehntausend Besuchern.

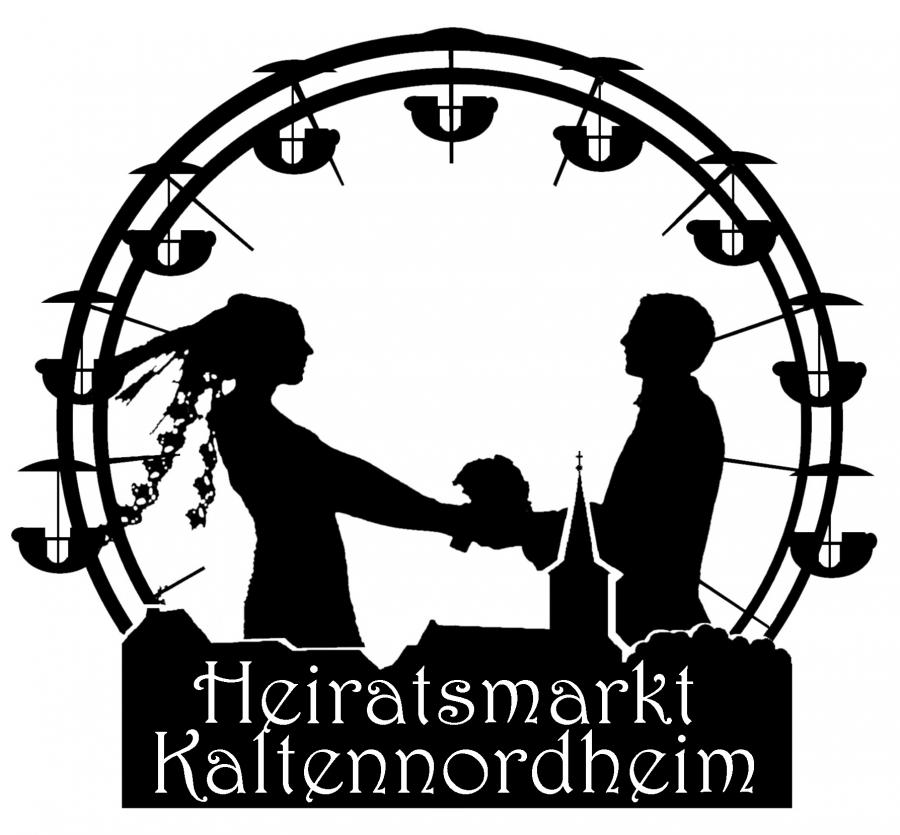
Logo des Kaltennordheimer Heiratsmarktes

Es dauert fünf Tage und findet jedes Jahr von Freitag vor Pfingsten bis zum Dienstag danach statt.

## Geschichte
Der Kaltennordheimer Heiratsmarkt findet seit 1563 alljährlich zu Pfingsten statt. Ursprünglich war der Heiratsmarkt ein Vieh- und Bauernmarkt, der sich im 19. Jahrhundert zu einem Volksfest entwickelte. Hier trafen sich die Bewohner der Stadt und der umliegenden Dörfer und lernten einander kennen. Nicht selten entstand daraus auch eine Ehe, was auch den Namen erklärt.

## Markt

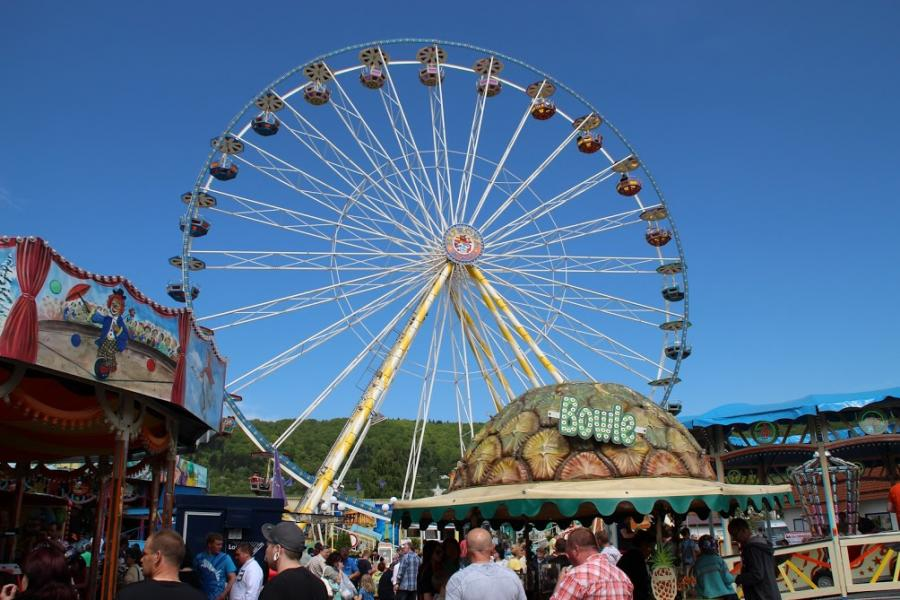
Riesenrad auf dem Festplatz „In der Aue“

Der Markt findet auf den Plätzen, Straßen und Gassen der Innenstadt und außerdem auf dem Festplatz „In der Aue“ statt.

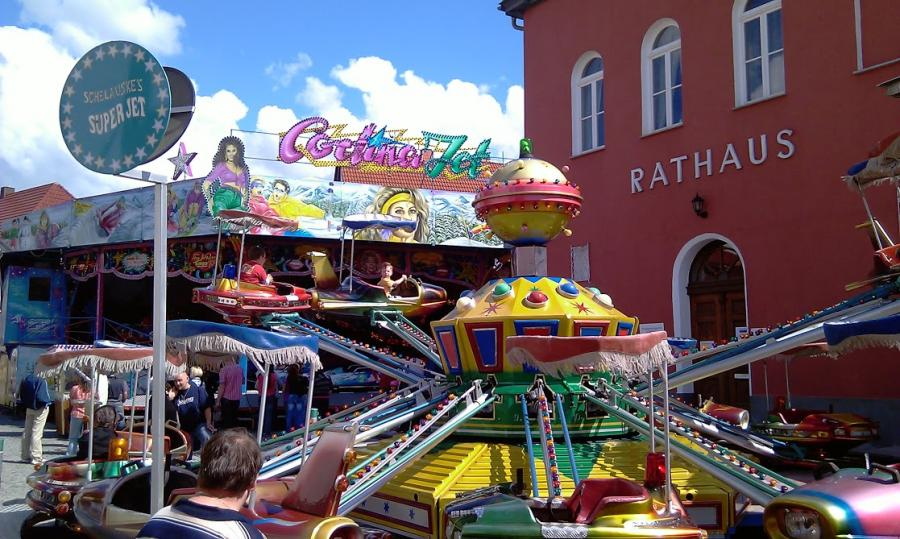
Wilhelm-Külz-Platz während des Heiratsmarktes

Neben den Schaustellern mit ihren Fahrgeschäften, Karussells, Los- und Schießbuden verteilen sich in der Stadt über 140 Markthändler, die Waren unterschiedlichster Bereiche anbieten.
Neben dem Rummel gibt es auch eine ganze Reihe an Sportveranstaltungen auf dem Kaltennordheimer Parksportplatz. Des Weiteren gibt es an allen Tagen mehrere Musikveranstaltungen an verschiedenen Orten.

## Heiraten auf dem Markt

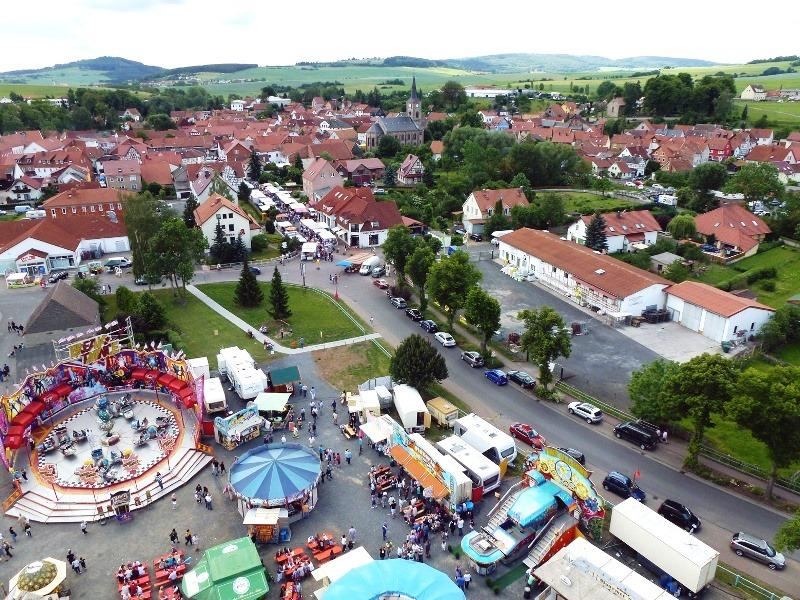
Blick vom Riesenrad auf den Festplatz „In der Aue“ und die Innenstadt

Heiraten ist auf dem Heiratsmarkt auch heute noch möglich.
Nach der Trauung geht die Hochzeitsgesellschaft üblicherweise über den Markt bis zum Festzelt, wo meist der Bürgermeister und der Ortsteilbürgermeister eine kleine Rede halten und die Glückwünsche der Stadt überbringen.
Im Jahr 2015 heiratete der Bürgermeister Erik Thürmer während des Heiratsmarktes, was vom MDR-Fernsehen begleitet und in der Sendung „MDR vor Ort“ ausgestrahlt wurde.